# Vriesea billbergioides
Vriesea billbergioides là một loài thuộc chi Vriesea. Đây là loài đặc hữu của Brasil.